# Montserrat (police de caractères)
Pour les articles homonymes, voir Montserrat.
Montserrat est une police de caractères de type sans-serif, créée en 2011 par la designer argentine Julieta Ulanovsky. Son design s'inspire des éléments visuels tels que les affiches, les enseignes et les vitrines peintes, typiques du quartier historique de Montserrat à Buenos Aires, datant de la première moitié du XXe siècle. Cette typographie géométrique rend hommage à l'esthétique visuelle de cette époque et de ce lieu emblématique.
Initié en 2010 par Julieta Ulanovsky, le projet Montserrat a été dévoilé au public via Google Fonts en 2011. Elle gagne rapidement en popularité, s'imposant comme un choix privilégié pour la conception de sites web, avec plus de 17 millions d'applications à travers le monde.
Conçue pour maximiser la lisibilité, Montserrat présente une hauteur d'x prononcée, des descentes courtes et des ouvertures larges, garantissant une excellente clarté même dans les formats les plus réduits.
La famille typographique Montserrat s'est étoffée pour offrir une gamme complète de neuf poids, allant de Thin à Black, enrichie de caractères alternatifs, d'une version Subrayada (soulignée) unique en son genre, et d'une prise en charge étendue incluant le cyrillique.
Ulanovsky décrit Montserrat comme un alphabet à la fois fonctionnel et moderne, parfait pour des applications variées, de l'édition au secteur corporate. Elle le qualifie de « géométrique avec des ajustements optiques audacieux », soulignant son adaptabilité et son caractère contemporain.

## Conception et développement
Julieta Ulanovsky initie le projet Montserrat en 2010 pendant ses études pour un master à la faculté d'architecture, de design et d'urbanisme (en) de l'université de Buenos Aires. Inspirée par le lettrage des années 1920-1950, visible sur les panneaux de signalisation, les affiches, les fenêtres peintes, et les auvents de café dans le quartier éponyme, elle se lance dans une mission pour préserver la beauté de la typographie urbaine. Cette initiative naît de sa prise de conscience que ces formes de lettres, autrefois communes, disparaissent progressivement du paysage urbain.

« Avec l'évolution du développement urbain, le lieu d'inspiration ne retrouve jamais son apparence d'origine, entraînant la perte irréversible de ses designs uniques et spéciaux. Pour créer les lettres de Montserrat, je m'appuie sur divers exemples de lettrage trouvés dans l'espace urbain. Chaque exemple choisi engendre des variantes propres, affectant les proportions de longueur, de largeur et de hauteur, qui enrichissent toutes la famille typographique Montserrat. Malheureusement, une fois que les anciennes typographies et les verrières sont remplacées, elles sont perdues à jamais. »

— Julieta Oulanovsky
Pour financer ce projet, elle recourt à Kickstarter en 2011, recevant le soutien de donateurs anonymes, et publie la police sur Google Fonts la même année. Montserrat s'affirme rapidement, devenant la troisième police la plus populaire sur Google Fonts, avec plus de 8,9 billiards de vues en mars 2024.
Selon Ulanovsky, Montserrat est plus qu'un projet ponctuel ; elle le considère comme un engagement à vie, étant donné que de nouvelles formes de lettres sont continuellement découvertes dans des contextes urbains. Ce processus unique inverse la dynamique habituelle de la typographie : au lieu de passer de l'ordinateur à la rue, Montserrat canalise les caractères de la rue vers le numérique, transformant ce qui est intrinsèquement analogique en un format numérisé.

## Utilisation
La popularité de Montserrat en tant qu'alternative gratuite à des polices sans serif renommées telles que Gotham ou Avenir a grandement contribué à son adoption étendue à travers divers domaines. Sa grande lisibilité et sa facilité de mise à l'échelle ont fait d'elle un choix privilégié non seulement pour les applications en ligne mais aussi pour les supports imprimés, incluant les brochures, la signalisation, et même les livres, comme illustré dans les remerciements du livre « Científicas de Acá ».
En 2018, le gouvernement du Mexique choisit Montserrat comme police officielle pour sa documentation, ses présentations et sa publicité, soulignant sa place dans l'identité graphique du bureau présidentiel pour la période 2018-2024. De même, depuis janvier 2021, le gouvernement de Porto Rico adopte Montserrat pour le corps de texte et les logos de ses agences, en complément de Garamond pour les titres.
Au-delà des instances gouvernementales, Montserrat trouve également sa place dans la communication du ministère de la Défense de la Russie, notamment pour ses publications sur son compte Telegram. Son usage s'étend aux applications et jeux mobiles, tels qu'Idle Supermarket Tycoon et Snake vs Block[réf. nécessaire].

## Variations
La famille de polices Montserrat s'enrichit de deux variantes : « Montserrat Alternates », offrant des formes de lettres spéciales, et « Montserrat Subrayada », caractérisée par son style souligné. 
En 2015, Julieta Ulanovsky, en collaboration avec Ale Paul, Carolina Giovagnoli, Andrés Torresi, Juan Pablo del Peral, et Sol Matas, élargit la gamme en développant divers poids et styles italiques.
En novembre 2017, cette famille subit une refonte significative sous la direction de Jacques Le Bailly, qui introduit un éventail complet de poids et optimise la version régulière pour améliorer sa lisibilité dans les textes longs.

## Expansion de compatibilité avec Unicode
Le jeu de caractères de Montserrat s'étend à plus de 250 glyphes, englobant l'alphabet latin complet accompagné d'une vaste sélection de signes diacritiques, de caractères étendus, et d'une variété de symboles. 
Vers la fin de 2017, Julieta Ulanovsky, en collaboration avec Maria Doreuli et Alexei Vanyashin, entreprend le développement d'un ensemble de caractères cyrilliques, enrichissant ainsi la famille de polices. Sol Matas, collaborant avec Ulanovsky, a relevé que leur principal défi était de conserver l'esprit de l'inspiration argentine originale tout en créant des caractères qui s'intègrent harmonieusement dans le système d'écriture cyrillique. Cette expansion cyrillique a résulté en l'ajout de 8 640 nouveaux caractères à Montserrat, déclinés à travers les neuf poids de la police.